# 克勞迪亞·特尼

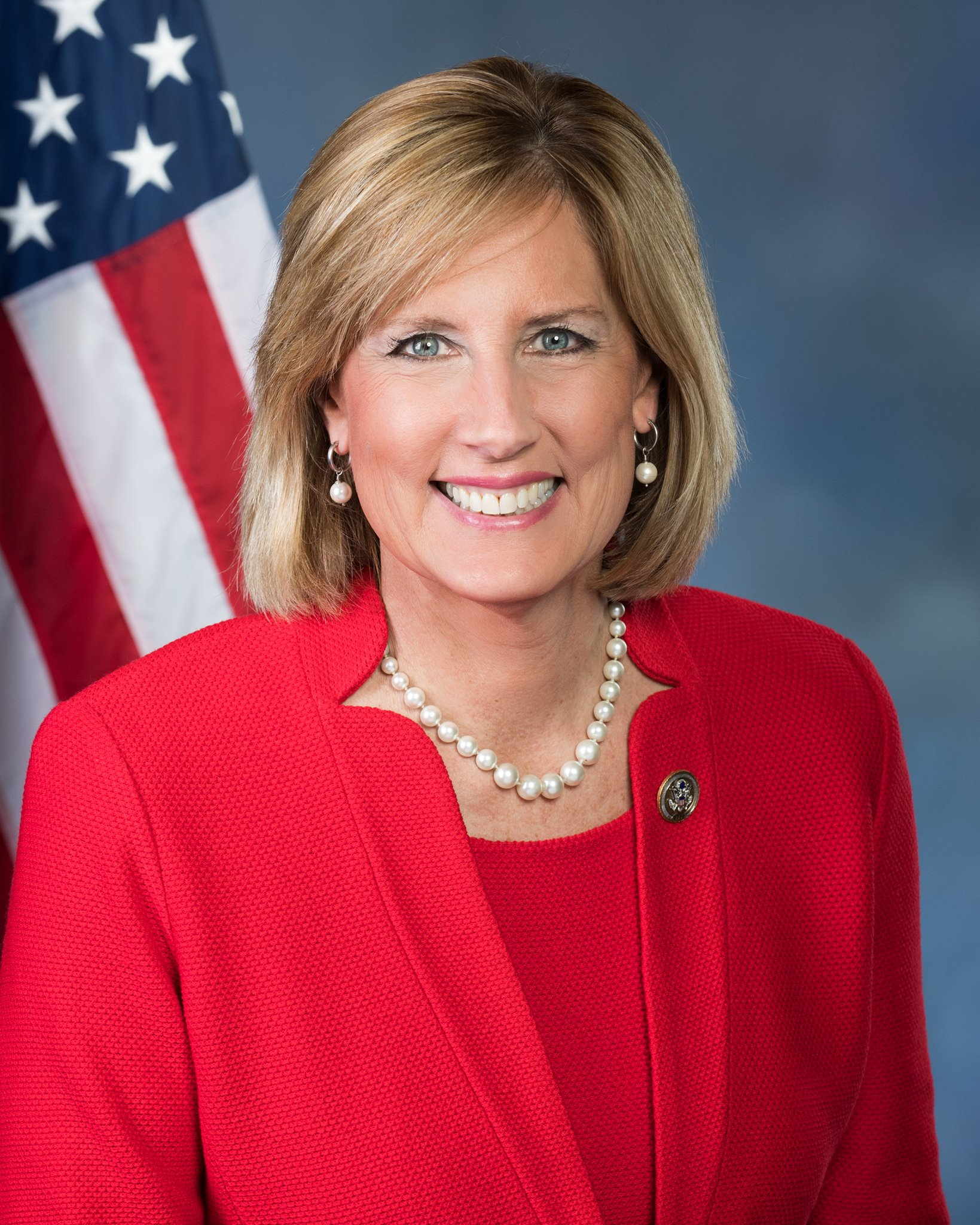

克勞迪亞·特尼（Claudia Tenney，1961年2月4日—）是美國紐約州的一位共和黨政治家。2017年至2019年和2021年起，她擔任紐約州第22國會選區的美國眾議院議員。在從政之前她曾是一位律師。特尼公开支持特朗普，并附和特朗普关于选票造假的谎言，她还提议将特朗普的生日设立为联邦纪念日。